# Slaget ved Monocacy
Slaget ved Monocacy blev udkæmpet den 9. juli 1864 lige udenfor byen Frederick i Maryland som en del af Shenandoah kampagnen i 1864 under den amerikanske borgerkrig. Konfødererede styrker under generalløjtnant Jubal A. Early besejrede unionshæren under generalmajor Lew Wallace. Slaget var et led i Earlys raid gennem Shenandoah dalen og ind i Maryland i et forsøg på at bekæmpe unionsstyrker, der deltog i Belejringen af Petersburg, hvor general Robert E. Lee's hær opholdt sig.

## Baggrund
Som reaktion på Earlys raid sendte den øverstkommanderende for unionshæren, generalløjtnant Ulysses S. Grant to brigader fra VI korps, ca. 5.000 mand under brigadegeneral James B. Ricketts af sted den 6. juli 1864. Indtil de nåede frem, ville de eneste styrker, som stod mellem Early og hovedstaden Washington D.C., være en sammenskrabet flok på 2.300 mand under kommando af Lew Wallace. På det tidspunkt var Wallace, som senere skulle blive kendt som forfatter til bogen Ben Hur, leder af militærdistriktet med hovedkvarter i Baltimore. De fleste af hans tropper var uddannet til bevogtningsopgaver, og få havde nogensinde været i kamp.
Repræsentanter for Baltimore and Ohio Railroad rapporterede tegn på Earlys fremrykning den 29. juni – disse informationer og efterfølgende rapporter blev videresendt til Wallace af John W. Garrett, jernbaneselskabets direktør og tilhænger af Unionen. Usikker på, om Baltimore eller Washington D.C. var målet for de konfødererede tropper, var Wallace dog klar over, at han måtte forsinke Early, indtil forstærkninger kunne nå frem til begge byerne.
I byen Frederick – efter slaget ved Frederick – hvor konfødereret kavaleri fordrev unionsenheder fra byen, forlangte og fik Early 200.000 dollars i løsesum for ikke at ødelægge byen. Frederick Junction, jernbaneknudepunktet (også kaldet Monocacy Junction) 5 km sydøst for byen var det logiske sted til at forsvare begge byer. Georgetown Pike til Washington og National Road til Baltimore krydsede begge Monocacy floden på dette sted, ligesom Baltimore and Ohio Railroad. Hvis Wallace kunne strække sin lille hær ud over 10 km flodbred og beskytte både vej- og jernbanebroer foruden adskillige vadesteder, kunne han få Early til at vise sin styrke og vise, hvor han ville hen, og herefter forsinke ham mest muligt.
Wallaces udsigter blev lysere, da det blev klart, at de første enheder fra VI korps havde nået Baltimore og hurtigt blev sendt med jernbanen for at forenes med Wallace ved Monocacy. Om lørdagen den 9. juli var Wallace og Ricketts fælles styrke på omkring 5.800 placeret ved broer og vadesteder langs floden. Flodbrinken var højere på flodens østlige bred og gav nogle af soldaterne et naturligt brystværn. Andre bemandede to blokhuse, skyttegrave, som de havde gravet med de få til rådighed stående værktøjer, eller hvad de kunne finde af beskyttelse mellem hegn og afgrøder på de ellers fredelige marker.

## Slaget
Den konfødererede generalmajor Dodson Ramseur's division mødte Wallaces tropper på Georgetown Pike nær ved Best Farm; generalmajor Robert E. Rodes's division stødte sammen med unionstropperne på National Road. Da han mente, at et frontalt angreb hen over Monocacy ville kræve for store tab, sendte Early John McCausland's kavaleri ned fra Buckeystown-vejen for at finde et vadested og udflanke Unionens linje. De konfødererede gennemtrængte forsvaret nedenfor McKinney-Worthington vadestedet og angreb Wallaces venstre flanke. Nogle af de voldsomste kampe denne dag foregik dér, hvor de stødte på Ricketts' veteraner ved et hegn, som adskilte Worthington og Thomas farmene.
Unionstropperne kæmpede hårdt for at fastholde deres stillinger, men det var kun et spørgsmål om tid, inden den overlegne styrke – ca. 14.000 konfødererede – fik kontrollen. Et angreb på 3 punkter fra generalmajor John B. Gordons division pressede Rickett tilbage mod National Road hvor han blev forenet med de belejrede tropper, som havde kæmpet mod Ramseur og Rodes hele dagen.

## Efterspil
Sidst på eftermiddagen trak Unionstropperne sig tilbage i retning mod Baltimore og efterlod over 1.294 døde, sårede og tilfangetagne. Senere gav general Wallace ordre til at samle ligene af de døde på en kirkegård på slagmarken, hvor han foreslog, at et monument skulle bære teksten: "Disse mænd døde for at redde nationens hovedstad, og de reddede den."
Vejen lå åben til Washington. Earlys hær havde erobret slagmarken ved Monocacy, men på bekostning af 7-900 døde og sårede og en mistet dag. Den næste morgen marcherede de konfødererede videre, og mandag middag stod Early inde i District of Columbia i Fort Stevens. Earlys tropper var spredt ud langt efter ham, og da han så det imponerende Fort Stevens besluttede han ikke at angribe. Der var imidlertid udveksling af artilleriild og træfninger den dag, 11. juli 1864 og den følgende dag. Den 13. juli trak Early sig samme vej tilbage og krydsede Potomacfloden på vej tilbage til Virginia ved White's Ferry.
Monocacy kostede Early en dagsmarch og hans chance for at erobre Washington D.C.. Stoppet i forsøget på at erobre nationens hovedstad vendte de konfødererede tilbage til Virginia og afsluttede dermed deres sidste forsøg på at flytte kampene ind i Nordstaterne.
General Early skrev i en rapport om kampagnen i 1864:
| „ | Nogle af aviserne i Nordstaterne skrev, at jeg kunne være gået ind i byen mellem lørdag og mandag, men om lørdagen kæmpede jeg ved Monocacy 35 miles fra Washington mod en styrke, som jeg ikke kunne efterlade i ryggen, og efter at have slået denne styrke og rykket frem så hurtigt jeg kunne, ankom jeg først til befæstningerne efter middag om mandagen og mine tropper var udmattede ... | “ |

General Grant kom også med en vurdering af Wallace's forsinkelsestaktik ved Monocacy:
| „ | Hvis Early var kommet en dag tidligere, kunne han være trængt ind i byen, før de forstærkninger, jeg havde sendt, var ankommet .... General Wallace bidrog ved denne lejlighed ved nederlaget til tropperne under hans kommando mere til sagen, end det ofte er tilfældet for en kommandør med en lignende styrke kan bidrage med en sejr. | “ |

Slagmarken forblev på private hænder i over 100 år, inden dele af den blev købt i slutningen af 1970-erne for at skabe Monocacy National Battlefield.

## Notes
1. 1 2 3 4 5  Kennedy, p. 308.
2. ↑  Eicher, p. 717.

## Yderligere læsning
- Leepson, Marc., Desperate Engagement: How a Little-Known Civil War Battle Saved Washington, D.C., and Changed American History, Thomas Dunne Books/St. Martin's Press, 2007, ISBN 978-0-312-36364-2.

39°22′16″N 77°23′31″V / 39.3711°N 77.392°V